# Башмак (Еврейская автономная область)
Башма́к — село в Ленинском районе Еврейской автономной области, входит в Биджанское сельское поселение.

## География
Село Башмак стоит на левом берегу реки Биджан, примерно в 5 км ниже административного центра сельского поселения села Биджан
Село Башмак расположено на автодороге, соединяющей автотрассу Бирофельд — Амурзет с селом Дежнёво.
Расстояние до административного центра сельского поселения села Биджан около 9 км (вверх по реке и на правый берег), расстояние до Дежнёво около 18 км (вниз по реке), расстояние до районного центра села Ленинское около 61 км (через Дежнёво).

## Население
| 1926 | 1992 | 1998 | 2002 | 2010 |
| ---- | ---- | ---- | ---- | ---- |
| 226  | ↗927 | ↘823 | ↘687 | ↘559 |

## Инфраструктура
- Сельскохозяйственные предприятия Ленинского района.